# Forja Estelar
En el universo de Star Wars (la saga de aventuras de ficción creada por George Lucas), la Forja Estelar es una fábrica autosuficiente creada por una de las primeras especies inteligentes de la Galaxia, llamada los rakata, que fundaron el Imperio Infinito. La Forja Estelar tiene un rol fundamental en la primera entrega de la serie de videojuegos de LucasArts The Old Republic, Star Wars: Knights of the Old Republic.La Forja Estelar estaba ubicada en Rakata Prime, y era una superfábrica capaz de construir naves, armas, armaduras, droides y vehículos a una velocidad impresionante y de manera interminable. Como fuente de alimentación utilizaba la energía de una estrella cercana. También poseía defensas contra ataques externos, y era capaz de trasladarse saltando al hiperespacio. Los lores sith Darth Revan y Darth Malak utilizaron esta estación-fábrica como su principal base de operaciones, y con ella fabricaron innumerables naves de guerra, droides de batalla y armamento.

## La Forja EstelarStar Wars: Knights of the Old Republic
Los rakatan también llamados Constructores realizaron una búsqueda de fuentes de energía eficientes y sin saber o interesarse en lo que significaba la Fuerza, la descubrieron y estudiaron desde un punto de vista científico.
Al descubrir que el Lado Oscuro podía regenerar energía de una manera más rápida y por tanto más eficiente, los Constructores instalaron también máquinas, no se sabe si generadoras o creadoras, de biosferas, y se sabe que algunos de estos dispositivos beneficiaron a las especies nativas.
Lo cierto es que Revan y Malak viajaron al sistema de la Forja Estelar donde descubrieron a los rakatan que tenían su planeta en este sistema, y tomaron la Forja una fábrica gigantesca, que se alimentaba de la estrella ABO Y del Lado Oscuro que estaba bajo ella, para construir siths interceptores, cruceros de batalla, destructores, armaduras, droides y todo tipo de armas para la naciente armada sith, liderada posteriormente por Malak. Finalmente Revan, redimiéndose y convertido de nuevo en Jedi, destruyó la Forja Estelar con la ayuda de Bastila Shan, Carth Onasi, Jolee Bindo, Mission Vao (una adolescente Twi'lek), Zaalbar (un enorme wookiee), Canderous Ordo (un guerrero mandaloriano), Juhani y los droides T3-M4 y HK-47.
«La Forja Estelar es algo más que una estación espacial. En cierto modo, es como un ser vivo. Tiene hambre. Y se puede comer en el lado oscuro que está dentro de todos nosotros.»
―Darth Malak

## Apariciones
- Star Wars: Dawn of the Jedi: Force Storm 5 (Aparece como visión)
- The Betrayal of Darth Revan (Solo mencionado (a))
- Star Wars: Caballeros de la Antigua República (Primera aparición)
- Star Wars: Caballeros de la Antigua República II: Los Señores Sith (Solo mencionado)
- Star Wars: The Old Republic: Revan (Solo mencionado)
- Timeline 7: Peace for the Republic? (Aparece como holograma)
- Timeline 8: The Jedi Civil War (Aparece como holograma)
- Star Wars: The Old Republic (Solo mencionado)
- Darth Bane: Path of Destruction (escombros)
- Star Wars: Darth Plagueis (Solo mencionado)
- Star Wars: Republic 68: Armor (Solo mencionado)